# Brouwerij Kortrijk-dUtsel
Brouwerij Kortrijk-dUtsel is een Belgische microbrouwerij te Kortrijk-Dutsel in de provincie Vlaams-Brabant.

## Geschiedenis
De microbrouwerij werd opgericht in 2009 door Jurgen Bessendorffer onder de naam "brouwerij Engel" met een capaciteit van 75 liter per brouwsel. Wegens een klacht van een gelijknamige Duitse brouwerij Engel uit Baden-Württemberg moest de naam veranderd worden in 2010 en werd de huidige benaming gekozen. In 2010 werd een grotere brouwinstallatie geplaatst maar de productie bleef met 150 liter per brouwsel heel beperkt. De brouwinstallatie werd nogmaals vergroot tot 7,5 à 8 hectoliter per brouwsel en er wordt eenmaal per maand gebrouwen. Er wordt momenteel één bier gebrouwen, dat ook naar de Verenigde Staten geëxporteerd wordt.

## Bieren
- Kortrijk-dUtsel, blond aperitiefbier met een alcoholpercentage van 8,5%[2]